# بون سكوت
رونالد بيلفورد سكوت (بالإنجليزية: Bon Scott)‏
(9 يوليو 1946 - 19 فبراير 1980) موسيقي ومغني ومؤلف أغاني أسترالي اسكتلندي المولد، اشتهر بكونه المغني الرئيسي في فرقة الروك أيه سي/دي سي منذ عام 1974 حتى وفاته عام 1980, احتل سكوت المرتبة الأولى في قائمة مجلة «كلاسيك روك» «أعظم مئة مغني رئيسي في فرق الروك» متفوقاً على فريدي ميركوري وروبرت بلانت.

## حياته ومهنته
ولد سكوت في فورفار، اسكتلندا ابن لتشارلز وإيزابيل وترعرع في كيريمور، انتقلت عائلة سكوت من اسكتلندا إلى أستراليا عام 1952.
عام 1966 بدأ سكوت حياته الموسيقية كعازف الطبلة ومغني رئيسي احياناً في فرقته الجديدة «الفالينتينز» وفي عام 1970 قرروا حل الفرقة بسبب اختلاف الأعضاء وفضائح المخدرات المرتبطة بالفرقة.
في سبتمبر 1974، حل بون سكوت محل ديف إيفانز كمغني رئيسي في الفرقة الشهيرة أيه سي/دي سي وحقق النجاح مع الفرقة إلى أن توفي عام 1980.

## وفاته
في 19 فبراير عام 1980 توفي سكوت بعد ليلة من الإفراط في شرب الكحول بلندن عن عمر 33 سنة، وتُرك في سيارة يملكها أحد معارفة يدعى أليستر كينير. في صباح اليوم التالي، نقله كينير إلى المستشفي الجامعي كينج في كامبرويل، حيث تم إعلان خبر وفاة سكوت. كان سبب الوفاة هو دخول القيء إلى الرئة، والسبب الرسمي هو «تسمم كحولي حاد» و«موت في حادثة سوء حظ». قامت عائلة سكون بدفنه في فريمانتل بأستراليا الغربية، المنطقة التي هاجروا منها عندما كان ولد صغير.

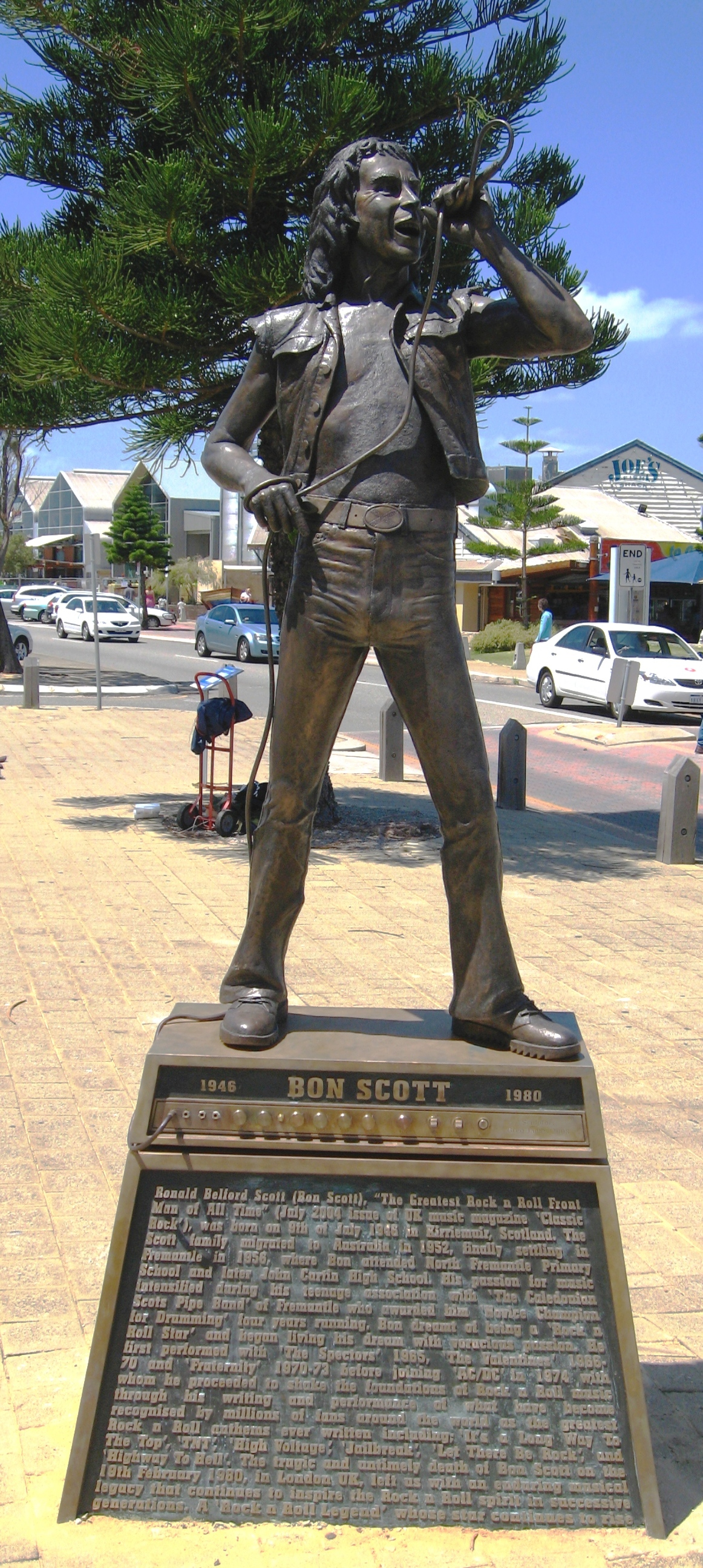
تمثال بون سكوت في فريمانتل بأستراليا الغربية.

## روابط خارجية
- بون سكوت على موقع IMDb (الإنجليزية)
- بون سكوت على موقع الموسوعة البريطانية (الإنجليزية)
- بون سكوت على موقع ميوزك برينز (الإنجليزية)
- بون سكوت على موقع إن إن دي بي (الإنجليزية)
- بون سكوت على موقع أول ميوزيك (الإنجليزية)
- بون سكوت على موقع ديسكوغز (الإنجليزية)
- بون سكوت على موقع قاعدة بيانات الفيلم (الإنجليزية)

- الموقع الرسمي لفرقته ايه سي/دي سي